# 雀部兄子
雀部 兄子（さざきべ の えこ、生没年不詳）は、奈良時代後期の人物。姓は直）。官位は外従五位下・内薬正。

## 経歴
称徳朝の天平宝字8年（764年）10月、藤原仲麻呂の乱後の論功で、弓削耳高・田部男足・秦智麻呂・内蔵若人・美努奥麻呂・秦伊波太気・大原家主・津真麻呂・大部不破麻呂・建部人上・桑原足床らとともに正六位上から外従五位下に叙せられている。その後も称徳朝で順調に出世し、内薬佑とともに参河員外介を兼任し、神護景雲3年（769年）8月、内薬正に任じられている。
光仁朝における動静は伝わっていない。

## 官歴
『続日本紀』による。
- 時期不詳：正六位上
- 天平宝字8年（764年）10月7日：外従五位下
- 時期不詳：内薬佑
- 神護景雲2年（768年）閏6月3日：兼参河員外介
- 神護景雲3年（769年）8月19日：内薬正